# 圣母清心女子短期大学
圣母清心女子短期大学（日语：／ Notre Dame Seishin Joshi Tanki Daigaku *），简称圣母短大，是过去一所位于日本广岛县广岛市西区的私立短期大学。

## 概要

### 简介
- 学校最早可以追溯到1924年[1][2]。短期大学为于1964年开办[2]、由学校法人圣母清心学园经营、来源于美国人女传教士创立的学校、由于教育的基础是天主教。招生到2001年、停办于2003年[3]。

### 历史
- 1961年 圣母清心女子大学短期大学部成立并同时设置一个学科即英文科。
- 1964年 改校名为圣母清心女子短期大学[2]。
- 2001年 最后一年招生、次年停止招生（正式停办于2003年8月8日[3]）。

## 学校环境
- 校区：在了广岛县广岛市西区[注 1]

## 历任校长
- シスター･エーメ･ジュリー：第一代短期大学校长[4]。

## 组织

### 学科
- 英文科

### 专科
| - 没有 |

### 业余课程
| - 没有 |

## 相关链接
- 日本短期大学列表